# Веттий Агорий Василий Маворций
Веттий Агорий Василий Маворций (лат. Vettius Agorius Basilius Mavortius; умер не ранее 534) — римский сенатор и консул в 527 году.

## Биография
Вероятно, Маворций был сыном консула 486 года Цецины Маворция Василия Деция, а также приходился родственником влиятельному политику конца IV века Веттию Агорию Претекстату. В 527 году Маворций занимал пост Comes domesticorum (командующего имперской гвардией) и консула.
Совместно с оратором Секуром Мемором Феликсом, Маворций подготовил параллельное издание поэтических трудов язычника Горация и христианина Пруденция, названное recensio mavortiana (Маворциева редакция). Это издание датируется периодом между 528 и 534 годами, когда Феликс достиг наивысшего положения.